# Декатур (округ, Теннессі)
Шаблон:StateAbbr_ 35°37′ пн. ш. 88°07′ зх. д. / 35.61° пн. ш. 88.11° зх. д.
Округ  Декатур (англ. Decatur County) — округ (графство) у штаті  Теннессі, США. Ідентифікатор округу 47039.

## Історія
Округ утворений 1845 року.

## Демографія
За даними перепису 2000 року загальне населення округу становило 11731 осіб, усе сільське. Серед мешканців округу чоловіків було 5700, а жінок — 6031. В окрузі було 4908 домогосподарств, 3415 родин, які мешкали в 6448 будинках. Середній розмір родини становив 2,82.
Віковий розподіл населення поданий у таблиці:
| Стать    | До 15 років | 15-21 | 22-29 | 30-39 | 40-49 | 50-65 | 65-85 | Понад 85 |
| -------- | ----------- | ----- | ----- | ----- | ----- | ----- | ----- | -------- |
| Чоловіки | 1061        | 502   | 566   | 790   | 821   | 1092  | 770   | 98       |
| Жінки    | 1022        | 474   | 512   | 769   | 813   | 1178  | 1048  | 215      |

## Суміжні округи
- Бентон — північ
- Перрі — схід
- Вейн — південний схід
- Гардін — південь
- Гендерсон — захід
- Керролл — північний захід

## Виноски
1. ↑  U.S. Decennial Census. United States Census Bureau. Архів оригіналу за 26 квітня 2015. Процитовано 4 квітня 2015.
2. ↑  Historical Census Browser. University of Virginia Library. Архів оригіналу за 11 серпня 2012. Процитовано 4 квітня 2015.
3. ↑  Forstall, Richard L., ред. (27 березня 1995). Population of Counties by Decennial Census: 1900 to 1990. United States Census Bureau. Архів оригіналу за 21 лютого 2015. Процитовано 4 квітня 2015.
4. ↑  Census 2000 PHC-T-4. Ranking Tables for Counties: 1990 and 2000 (PDF). United States Census Bureau. 2 квітня 2001. Архів оригіналу (PDF) за 18 грудня 2014. Процитовано 4 квітня 2015.
5. ↑  State & County QuickFacts. United States Census Bureau. Архів оригіналу за 7 червня 2011. Процитовано 29 листопада 2013.(англ.) Наведено за англійською вікіпедією.
6. ↑  American FactFinder. Бюро перепису населення США. Архів оригіналу за 21 травня 2008. Процитовано 31 січня 2008.

| США | Це незавершена стаття з географії США. Ви можете допомогти проєкту, виправивши або дописавши її. |